# Międzymostowy Wyścig Pływacki w Poznaniu
Międzymostowy Wyścig Pływacki w Poznaniu (potocznie zwany Międzymostowym) – zawody pływackie odbywające się w latach 1924–1939 na rzece Warcie w Poznaniu. W roku 1929 i 1934 wyścig nie odbył się z powodu niskiego stanu wody w Warcie. Wyścig wzorowany był na wyścigach odbywających się na rzece Sekwanie w Paryżu.

## Historia
Wyścig Międzymostowy był wynikiem realizacji pomysłu przywiezionego z Francji przez działacza sekcji pływackiej Towarzystwa Sportowego Unia Adama Paczkowskiego i naśladował odbywające się w Paryżu długodystansowe wyścigi pływackie na Sekwanie.
Pierwotnie (od 1924 roku) wyścig odbywał się na trasie pomiędzy mostem na Starołęce a mostem św. Rocha na dystansie 2,5 km. W założeniu organizatorów start corocznego wyścigu miał rozpoczynać się w drugą albo w trzecią niedzielę lipca. Jednakże już w następnym roku okazało się, że proponowany termin nie może być dotrzymany z powodu odbywania się w tym czasie innych zawodów sportowych, dlatego ustalono, że wyścig od 1925 roku będzie odbywać się w przedziale pomiędzy czerwcem a wrześniem.
Od 1933 roku zmieniono trasę wyścigu. Rozpoczynał się przy moście na Chwaliszewie, a kończył przy ogrodzie Sobieskiego na Szelągu. Nagrodę w postaci pucharu przechodniego ufundowało przedsiębiorstwo „Robur” trudniące się sprzedażą pojazdów marki Renault. Nagroda miała stać się własnością danego uczestnika wyścigu pływackiego dopiero po zdobyciu przez niego trzykrotnie pierwszego miejsca w zawodach. Do zdobycia nagrody nie było wymagane trzykrotne zwycięstwo z rzędu.

## Wyścigi
Pierwsza edycja wyścigu odbyła się 13 lipca 1924 roku. Zbiórka uczestników przed startem pierwszego wyścigu miała miejsce w pomieszczeniach Poznańskiego Towarzystwa Wioślarzy Tryton przy ówczesnej ul. Rzecznej (współcześnie ul. Piastowska). Zwyciężył w nim Tadeusz Ciastowski przed Wacławem Andrzejczakiem i Edwardem Czajką. W kategorii kobiecej wygrała Waleria Sobolewska przed M. Baerwaldówną i Janiną Orwatówną.
W 1925 roku zwycięzcą był Julian Ritterman. Drugie miejsce zajął Tadeusz Ciastowski. Wśród kobiet zwyciężczynią została Lili Hirschberg i na drugiej pozycji Helena Michalska. 
III zawody w 1926 roku wygrali Julian Ritterman i w kategorii kobiet Lili Hirschberg. 
10 lipca 1927 roku podczas IV wyścigu na mecie zameldowali się w kolejności: Matusiak (AZS Warszawa), Jurkowski (Polonia Warszawa) i Julian Ritterman (Jutrzenka Kraków), natomiast pierwsze miejsce wśród kobiet zajęła Łopaczykowa. 
W 1928 roku pierwsza lokata należała do Matusiaka (AZS Warszawa), na drugiej sklasyfikowano Kaniewskiego. W kategorii kobiecej były to odpowiednio Krauzówna i Lisińska. 
W 1929 roku wyścig odwołano z powodu niskiego poziomu wody w rzece. 
8 sierpnia 1930 roku do wyścigu dołączono kategorię juniorską do lat 18. Na mecie pierwszy był S. Kratochwila (AZS Warszawa), a za nim Paweł Lisewski. Pośród kobiet Mehlerówna i druga Hildegarda Kretschmann (I SV Poznań). W kategorii juniorów wygrał Kubiak (HCP Poznań). 
Podczas VII edycji wyścigu w 1931 roku triumfowali S. Kratochwila (AZS Warszawa) i Hildegarda Kretschmann (I SV Poznań). Drugie miejsce w grupie panów wywalczył Lejzor Szrajbman (AZS Warszawa), kolejne Matuszewski (Warta Poznań), a w grupie juniorów Kanciak (Unia Poznań). 
21 sierpnia 1932 roku trzecie zwycięstwo zagwarantowało uczestnikowi S. Kratochwili (AZS Warszawa) puchar Unii na własność. Drugi był Paweł Lisewski, a w stawce kobiet wygrała E. Lange (I SV Poznań). W kategorii juniorskiej triumfował Kużdowicz (Unia Poznań). 
W 1933 roku patronat nad wyścigiem objęła redakcja pisma Orędownik, fundując nowy puchar przechodni. Zawody odbyły się 18 czerwca tegoż roku. Triumfowali Paweł Lisewski i wśród kobiet A. Szczuraszek. Zwycięzcą w grupie juniorów został J. Kwiatkowski (Poznańskie Towarzystwo Pływackie). 
W 1934 roku ponownie niski poziom wody Warty nie pozwolił na rozegranie wyścigu. 
W X zawodach pływackich w 1935 roku pierwszy na mecie wyścigu pojawił się Stanisław Czajkowski, a wśród pań A. Szczuraszek. Najszybszym juniorem został Maciej Maleszyński (Unia Poznań). 
3 czerwca 1936 roku w pierwszej trójce wyścigu w kategorii męskiej (na dystansie 2500 m) znaleźli się: G. Barysz (Pogoń Katowice), Halor (Tow. Pływ. Giszowiec) i Paweł Lisewski, a w kategorii kobiecej (na dystansie 1300 m) wygrała Leokadia Kudlińska (Unia Poznań). Wśród juniorów (na dystansie 1300 m) dominował Barge (Sokół Poznań). 
4 lipca 1937 roku podczas XII wyścigu nowością była radiofonizacja całej trasy wyścigu, którą przy mikrofonie komentował dziennikarz Tadeusz Hernes. Pierwsze miejsce przypadło Maciejowi Maleszyńskiemu (Unia Poznań), drugie Henrykowi Ratajczakowi (Poznańskie Towarzystwo Pływackie). W grupie kobiet analogicznie Ewie Stawskiej (Unia Poznań) i Soni Manthey (Poznańskie Towarzystwo Pływackie). W grupie juniorów pierwszym na mecie był Zenon Kruczkowski (Unia Poznań). 
29 czerwca 1938 roku wyścig wygrał Maciej Maleszyński (Unia Poznań), a wśród kobiet Kazimiera Libiżanka (Unia Poznań) i na drugiej pozycji Ewa Stawska (Unia Poznań). Ponownie w kategorii juniorów wygrał Zenon Kruczkowski (Unia Poznań) z czasem lepszym od zwycięzcy w kategorii mężczyzn. 
9 lipca 1939 roku odbył się XIV, ostatni, pływacki wyścig Międzymostowy, w którym zwyciężyli Zenon Kruczkowski (Unia Poznań) i Leokadia Kudlińska (Unia Poznań). Najlepszym juniorem został Bronisław Ratajczak.
Kontynuacją wyścigu po II wojnie światowej był wyścig „Pod mostami Poznania”. Odbyły się tylko trzy jego edycje w latach 1948, 1950 i 1951. Próbę reaktywacji zawodów w XXI wieku podjęło Poznańskie Stowarzyszenie Olimpijskie organizując 1 września 2018 roku zawody pływackie pod nazwą „Wpław między mostami”.